# Rue Charles-Divry
La rue Charles-Divry, autrefois orthographiée « rue Charles-d'Ivry » est une voie du 14e arrondissement de Paris, en France.

## Situation et accès
La rue Charles-Divry est une voie publique située dans le 14e arrondissement de Paris. Elle débute au 42, rue Boulard et se termine au 29, rue Gassendi.

## Origine du nom

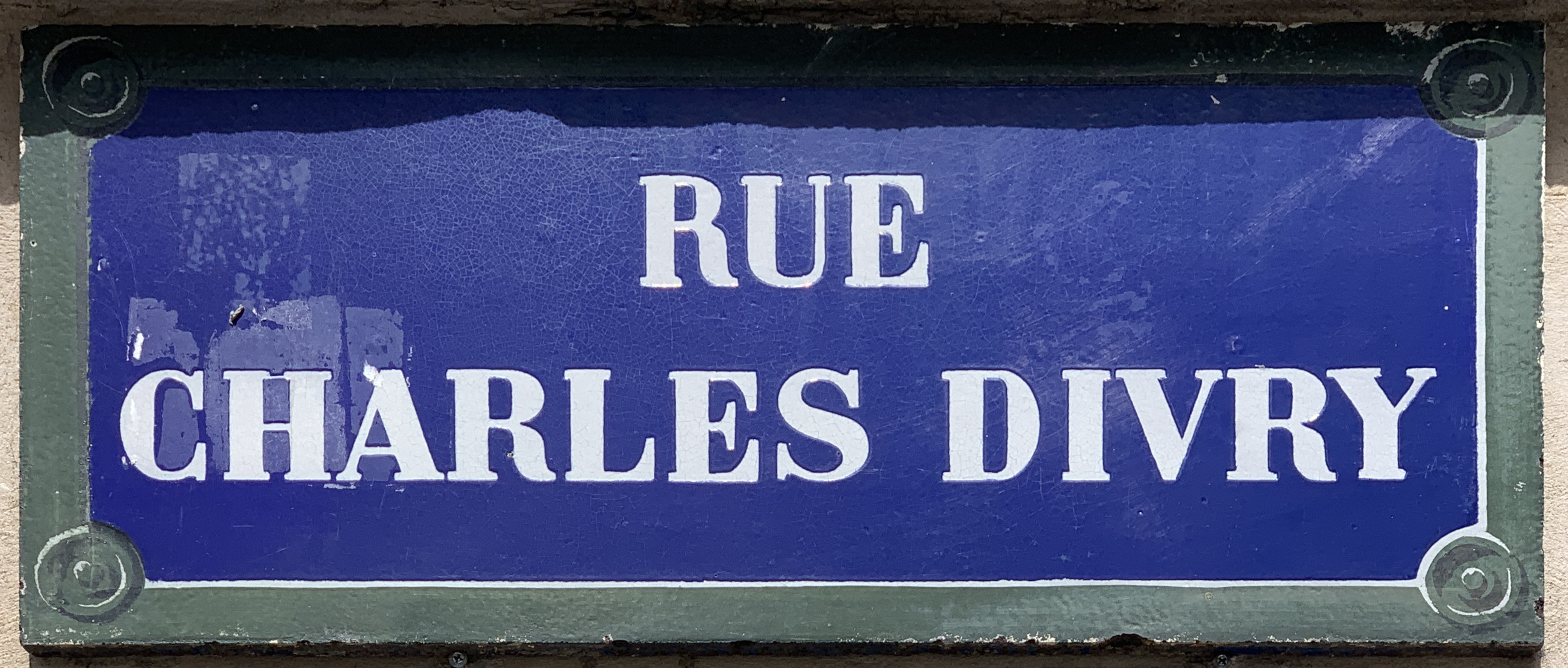
Plaque de la rue.

Elle porte le nom de Charles Divry, élu maire du 14e arrondissement en 1879.

## Historique
Cette rue, ouverte par la ville de Paris, prend sa dénomination le 18 avril 1890.

## Bâtiments remarquables et lieux de mémoire
- No 1 : sur la façade latérale nord de l'école élémentaire de la rue Boulard, nommée Agnès-Varda en 2024, une peinture murale (2020) réalisée à la demande du conseil municipal du 14e arrondissement par le street-artiste JBC (Jean-Baptiste Colin) en hommage à la cinéaste et photographe Agnès Varda (1928-2019). À côté d'un portrait de la réalisatrice, l'œuvre fait allusion à trois films qu'elle a tourné entièrement ou en partie dans cet arrondissement, dans lequel elle a vécu et travaillé la majeure partie de sa vie : Cléo de 5 à 7 (1962) avec Corinne Marchand (née en 1931) dans le rôle principal, Daguerréotypes (1975) mettant en scène les artisans de la rue Daguerre en compagnie du magicien Mystag, et Le Lion volatil (2003), dont l'action se déroule autour du Lion de Belfort de la place Denfert-Rochereau, statue emblématique du quartier[1].
- No 8 : immeuble construit pour Louis Bruller, père de l’écrivain Vercors. Sur le linteau de la porte figure un dragon sculpté[2].

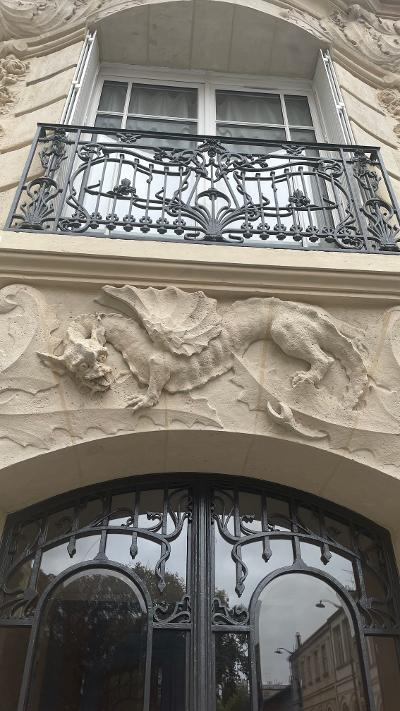
No 8, dragon.

- No 18 : crèche Fénelon-Charles.

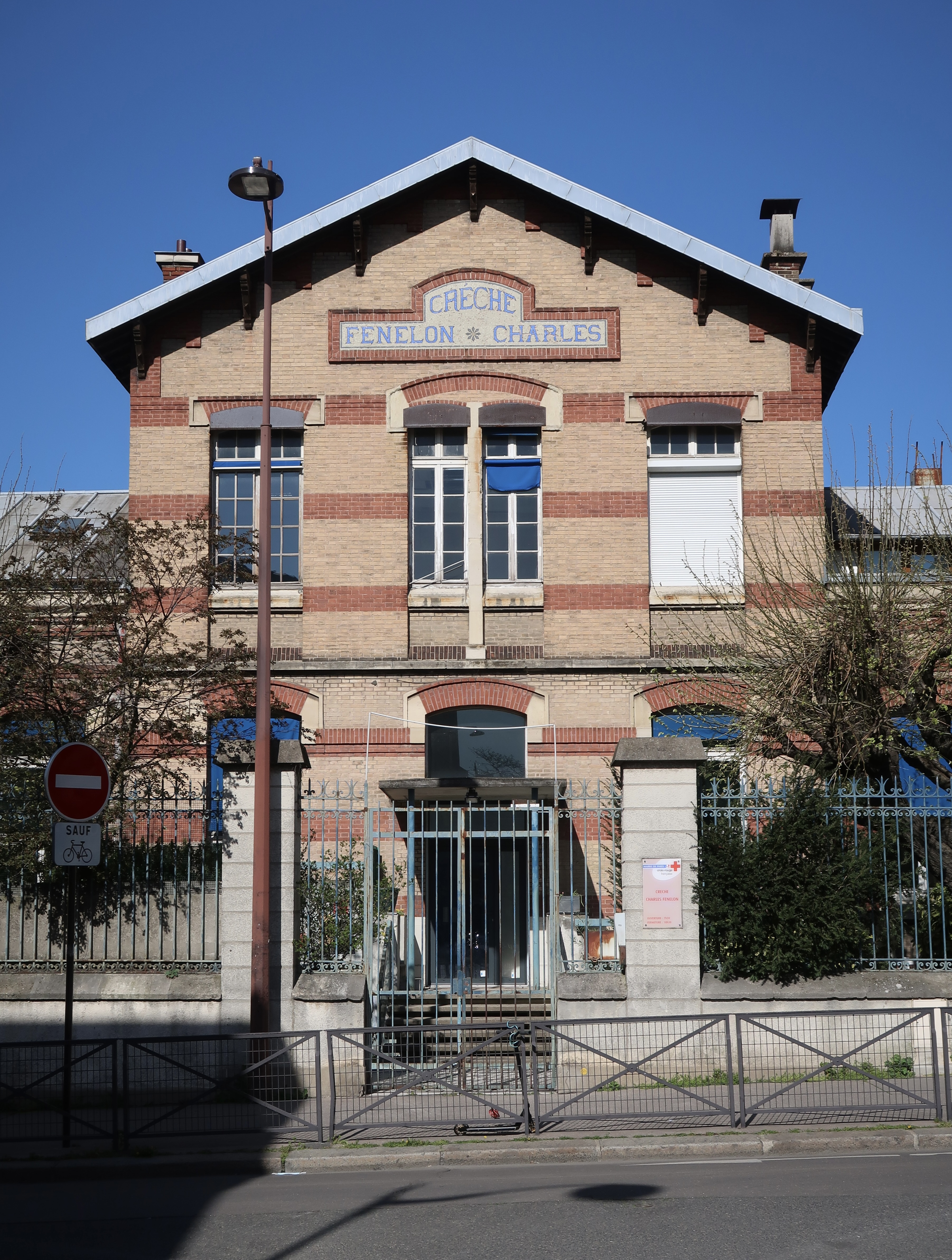
Crèche.